# 天下一平左衛門
天下一 平左衛門（てんかいち へいざえもん、生没年不詳）は、江戸時代前期の浄瑠璃三味線方。

## 経歴・人物
万治から延宝のころに江戸で活躍した。古浄瑠璃太夫杉山丹後掾の三味線方の源弥の高弟、2代目杵屋勘五郎の門人。長門掾の三味線方も務めた。